# Claude Poullart des Places
Claude-François Poullart des Places (Rennes, Bretanya, 26 de febrer de 1679 – París, 2 d'octubre de 1709) fou un prevere catòlic francès, fundador de la Congregació de l'Esperit Sant en 1703. Ha estat proclamat Servent de Déu per l'Església catòlica i el seu procés de beatificació és obert.

## Biografia
Claude des Places va néixer a Rennes en 1679, fill de l'aristòcrata François des Places i Jeanne le Meneust. La seva família es traslladà i va començar a estudiar al col·legi jesuïta de Saint-Thomas a Saint-Sauveur-en-Rue en 1690, i entre 1693 i 1695, als col·legis de Rennes i Caen. Va tenir una adolescència agitada, i va ferir per accident la seva germana petita amb una pistola que creia descarregada mentre assajava una funció de teatre per a l'escola; també va estar a punt de matar-se durant una cacera i estigué implicat en un aldarull a Nantes. Fou, però, un estudiant brillant i, arran del seu exercici de graduació, fou convidat a Versalles per la famíliar reial.
Des Places estudià dret i s'adonà llavors de les miserables condicions de vida de bona part de la població, per la qual cosa començà a ajudar nois i joves sense llar. Es llicencià en Dret a Nantes el 1700, però el seu creixent interès per ajudar els necessitats va fer que deixés de banda la seva carrera: va entrar al seminari jesuïta del Lycée Louis-le-Grand en 1701 i hi rebé la tonsura el 15 d'agost de 1702. Al seminari, forma un grup, amb el nom d'Assemblea dels Amics, que desenvolupa una activitat apostòlica: visiten malalts, fan catequesi a joves arribats del camp, ajuden els estudiants sense recursos... A aquests últims els ajudà econòmicament, ja no podien cobrir les seves necessitats bàsiques ni acabar-ne els estudis, i els agrupà en una comunitat amb la qual van començar a fer vida comuna.
El seu paisà i amic Louis-Marie Grignion de Montfort el convida a formar part de la congregació que ha fundat, però Poullart declina la invitació. Aviat, els mateixos membres de la comunitat que ell ha format van demanar al fundador de constituir-se formalment en una comunitat religiosa i el diumenge de Pentecosta (27 de maig) de 1703 el grup es reuní a l'església de Saint Etienne-des-Grès (París), formant una congregació sota l'advocació de l'Esperit Sant i el patronatge de la Mare de Déu. La societat va obrir un nou seminari, el Seminari de l'Esperit Sant, amb dos objectius: donar suport a estudiants que volguessin ésser preveres i fer apostolat a regions rurals o pebres de França o a missions a les colònies.

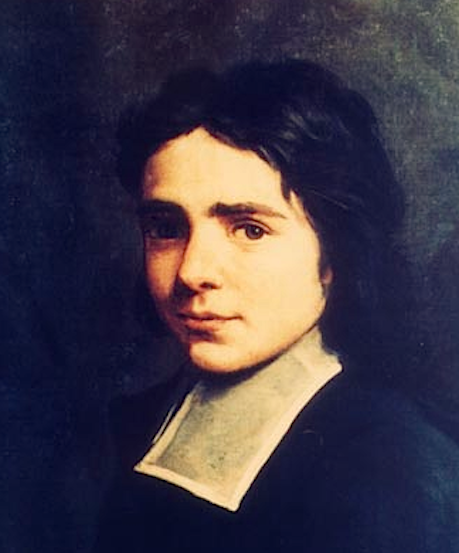
El jove Poullart des Places, s. XVII
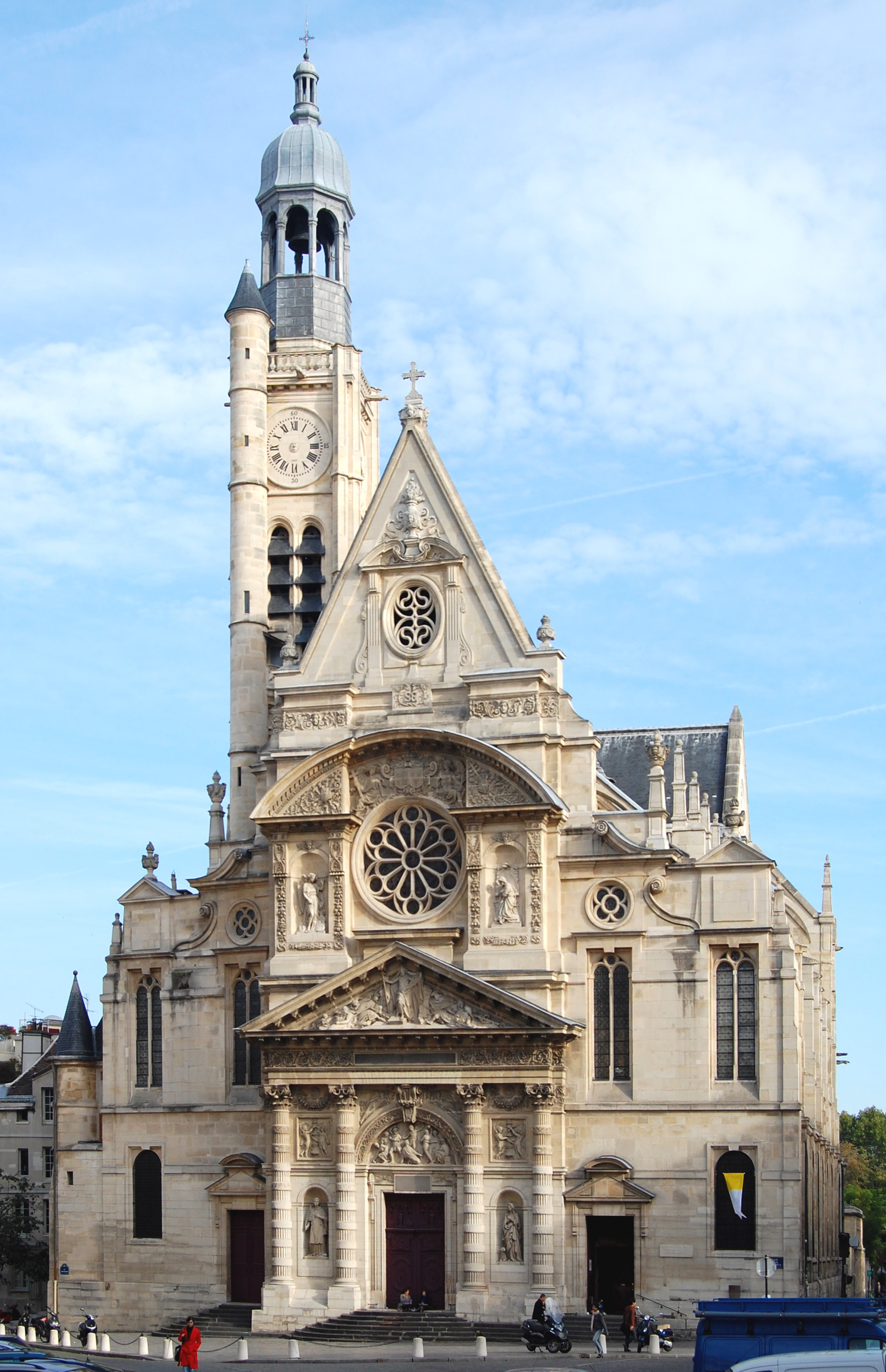
Saint-Étienne-du-Mont de París, lloc d'enterrament de Des Places.
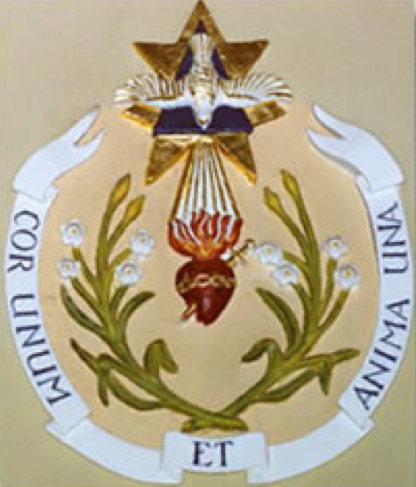
Emblema de la Congregació de l'Esperit Sant

En 1704 va tenir una crisi espiritual que li va fer dubtar del seu projecte. A més, la primera Assemblea dels Amics que continuava al seminari de Louis-le-Grand es va dissoldre per conflictes interns. Un retir en 1705 fa que recuperi la il·lusió i torni a la seva activitat. Molts candidats al sacerdoci opten pel seu seminari i la congregació, i s'hi uneixen Jacques-Hyacinthe Garnier, Jean Le Roy i Michel-Vincent Le Barbier.
Des Places va rebre els ordes menors el 6 de juny de 1705, el mateix any que la seva comunitat, ja gran, es traslladà a la Rue Neuve-Saint-Étienne-du-Mont (avui Rue Rollin). Fou ordenat sotsdiaca el 18 de novembre de 1706 i diaca el 19 de març de 1707; finalment, fou prevere el 17 de desembre del mateix 1707. Dos anys després, però, va morir a causa d'una pleuritis, només amb trenta anys.
La comunitat tenia llavors uns setanta membres. D'acord amb el seu desig, fou sebollit a la fossa d'un pobre al cementiri de Saint-Étienne-du-Mont (París).

## Veneració
El decret de la causa de canonització s'obrí l'1 d'octubre de 1989.< En 2005 es presentà l'enquesta diocesana a Roma, que fou validada el 24 de maig de 2008. Avui és Servent de Déu i s'espera el decret que el faci venerable.